# Cakewalk (empresa)
Para otros usos, ver Cakewalk (baile)

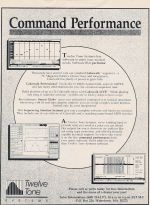
Una página del manual del Cakewalk 1.0.

Cakewalk es una empresa estadounidense con base en Massachusetts, filial del fabricante de instrumentos musicales electrónicos Roland Corp., la cual desarrolla y fabrica software y hardware para aplicaciones musicales DAW (Digital Audio Workstation: estación de trabajo para audio digital) para la plataforma Windows de Microsoft. Su producto estrella es el secuenciador de audio y midi Sonar, el cual se encuentra en el mes de abril de 2015 en la versión Sonar Platinum (Posterior al Sonar X3). También producen instrumentos virtuales (Rapture), interfaces de audio y midi, así como monitores de estudio.

## Historia
Inicialmente la empresa se llamó Twelve Tone Systems, Inc., y en 1987 lanzó al mercado el secuenciador midi llamado Cakewalk Professional 1.0.
Bajo el sistema DOS, Cakewalk avanzó hasta la versión 4.0. Luego fue lanzado para el sistema operativo Windows de Microsoft desde la versión 1.0. Cuando lanzó la versión 4, Cakewalk Pro Audio, le brindó a sus usuarios completas funciones de grabación/edición de audio, utilizando el formato de plug-ins de Microsoft DXi para la manipulación con efectos en tiempo real (delay, reverb, chorus, compresores, etc.) e instrumentos virtuales (sintetizadores, cajas de ritmo, etc).
Ese software llegó hasta la versión 9, antes de llamarse Sonar 1.0.
A partir de la versión 6 de SONAR, Cakewalk adoptó como nativo el formato de plug-ins de Steinberg VST (Virtual Studio Technology).
Sonar, junto con
Nuendo y Cubase (de la empresa Steinberg),
Pro Tools (de Avid) y
Logic (de Apple)
es una de las aplicaciones más utilizadas en el mundo para la producción y posproducción de música en forma digital.

## Productos
- Cakewalk Professional 1.0 for DOS
- Cakewalk Professional 2.0 for DOS
- Cakewalk 4.0 for DOS
- Cakewalk Professional 1 for Windows
- Cakewalk Professional 2 for Windows
- Cakewalk Professional 3 for Windows
- Cakewalk Pro Audio 4
- Cakewalk Pro Audio 5
- Cakewalk Pro Audio 6
- Cakewalk Pro Audio 8
- Cakewalk Pro Audio 9
- SONAR 1
- SONAR 1.3
- SONAR 2 & 2.1
- SONAR 2.2
- SONAR Studio & Producer 3
- SONAR Studio & Producer 3.1
- SONAR Studio & Producer v4
- SONAR Studio & Producer 4.0.3
- SONAR Studio & Producer 5
- SONAR Studio & Producer 6
- SONAR Studio & Producer 7
- SONAR Studio & Producer 8